# Xã Bellair, Quận Appanoose, Iowa
Xã Bellair (tiếng Anh: Bellair Township) là một xã thuộc quận Appanoose, tiểu bang Iowa, Hoa Kỳ. Năm 2010, dân số của xã này là 554 người.